# シムファーム
シムファーム(SimFarm)はアメリカのマクシス社（Maxis、現在はエレクトロニック・アーツが買収）が開発し、1993年に発売したシミュレーションゲーム。
シムシティ、シムアース、シムアントにつづくシムシリーズである。箱には「SimCity's Country Cousin」とも書かれている。日本語版はイマジニアによりPC-9800シリーズとFM TOWNSに移植されている。

## ゲーム概要
農業経営シミュレーションゲーム。作物を収穫して販売したり、牧畜して収入を得る事が出来、農地を増やしていく。